# Camp de tir de l'Exèrcit Republicà
El Camp de tir de l'Exèrcit Republicà és una obra de Pujalt (Anoia) protegida com a Bé Cultural d'Interès Local.

## Descripció
En el camp hi ha dues rases, una davant de l'altra on es col·locaven els blancs per tirar. Actualment hi ha camps de conreu i l'espai on hi havien els blancs queda amagat sota la vegetació.

## Història
Durant la guerra civil de 1936-39 s'instal·là a Pujalt la base d'instrucció militar del 18è cos d'exercit republicà.
El camp de tir té un paper destacable dins del conjunt patrimonial conservat a Pujalt. Era el lloc on s'entrenaven els soldats. És convenient recuperar aquest espai, ja que forma part del campament de Pujalt.